# XI Premis de la Unión de Actores
La XI edició dels Premis de la Unión de Actores, corresponents a l'any 2001, concedits pel sindicat d'actors Unión de Actores y Actrices, va tenir lloc el 4 de març de 2002 al Palau de Congressos de Madrid. La gala fou presentada per Pilar Bardem i Florentino Fernández i retransmesa en diferit per Canal+. El moment més emotiu fou l'entrega del premi a tota una vida a Adolfo Marsillach, que havia mort el dia 21 de gener; el premi fou recollit per la seva vídua Mercedes Lezcano després d'una ovació de 15 minuts.

## Guardons

### Premi a Tota una vida
- Adolfo Marsillach

### Premi Especial
- Museo Nacional de Teatro d'Almagro

### Cinema

#### Millor interpretació protagonista
| Actor/Actriu         | Pel·lícula           | Resultat  |
| -------------------- | -------------------- | --------- |
| Victoria Abril       | Sin noticias de Dios | Candidata |
| Pilar López de Ayala | Juana la Loca        | Ganadora  |
| Paz Vega             | Lucía y el sexo      | Candidata |

#### Millor interpretació secundària
| Actor/Actriu  | Pel·lícula      | Resultat  |
| ------------- | --------------- | --------- |
| Elena Anaya   | Lucía y el sexo | Ganadora  |
| Najwa Nimri   | Lucía y el sexo | Candidata |
| Rosana Pastor | Juana la Loca   | Candidata |

#### Millor interpretació de repartiment
| Actor/Actriu     | Pel·lícula      | Resultat  |
| ---------------- | --------------- | --------- |
| Javier Cámara    | Lucía y el sexo | Candidato |
| Susi Sánchez     | Juana la Loca   | Candidata |
| Rosa Maria Sardà | Sin vergüenza   | Ganadora  |

#### Millor interpretació revelació
| Actor/Actriu         | Pel·lícula      | Resultat  |
| -------------------- | --------------- | --------- |
| Pilar López de Ayala | Juana la Loca   | Ganadora  |
| Paz Vega             | Lucía y el sexo | Candidata |

### Televisió

#### Millor interpretació protagonista
| Actor/Actriu      | Sèrie de televisió                  | Resultat |
| ----------------- | ----------------------------------- | -------- |
| Imanol Arias      | Cuéntame cómo pasó                  | Candidat |
| Alicia Borrachero | Periodistas                         | Ganadora |
| Josep Maria Pou   | Policías, en el corazón de la calle | Candidat |

#### Millor interpretació secundària
| Actor/Actriu     | Sèrie de televisió | Resultat  |
| ---------------- | ------------------ | --------- |
| María Galiana    | Cuéntame cómo pasó | Ganadora  |
| Carmen Machi     | 7 Vidas            | Candidata |
| Guillermo Toledo | 7 Vidas            | Candidat  |

#### Millor interpretación de repartiment
| Actor/Actriu   | Sèrie de televisió                  | Resultat |
| -------------- | ----------------------------------- | -------- |
| Alicia Hermida | Cuéntame cómo pasó                  | Ganadora |
| Roberto Mori   | Policías, en el corazón de la calle | Candidat |
| Unax Ugalde    | Periodistas                         | Candidat |

### Teatre

#### Millor interpretació protagonista
| Actor/Actriu    | Obra de teatre           | Resultat  |
| --------------- | ------------------------ | --------- |
| Carlos Hipólito | Historia de un caballo   | Candidat  |
| Helio Pedregal  | Panorama desde el puente | Ganador   |
| Blanca Portillo | Madre, el drama padre    | Candidata |

#### Millor interpretació secundària
| Actor/Actriu | Obra de teatre           | Resultat  |
| ------------ | ------------------------ | --------- |
| Ana Frau     | Medea                    | Ganadora  |
| Israel Frías | Panorama desde el puente | Candidata |
| Nuria Mencía | Madre, el drama padre    | Candidata |

#### Millor interpretació de repartiment
| Actor/Actriu        | Obra de teatre                    | Resultat |
| ------------------- | --------------------------------- | -------- |
| Israel Elejalde     | Don Juan                          | Candidat |
| Paloma Paso Jardiel | Eloísa está debajo de un almendro | Ganadora |
| Arturo Querejeta    | Don Juan                          | Candidat |